# Renault 7
O 7 é um sedan compacto da Renault derivado do Renault 5.